# Альфа-дефензин
Альфа-дефензины — группа дефензинов, обнаруженная у человека, обезьян и нескольких видов грызунов. Содержатся в нейтрофилах, некоторых типах макрофагов и клетках Панета в тонкой кишке.

## Альфа-дефензины человека
DEFA1; DEFA3; DEFA4; DEFA5; DEFA6

## Роль в патологиях
В одном небольшом исследовании было отмечено значительное повышение концентрации альфа-дефензинов в Т-лимфоцитах больных шизофренией; некоторое повышение имелось и у здоровых близнецов в дискордантных парах. Авторы предполагают, что уровни альфа-дефензинов могут оказаться полезным маркером риска шизофрении.